# Convent de les Carboneres
El convent de les Carboneres o convent de Corpus Christi, és un monestir de monges jerònimes de Madrid, fundat el 1607 per la comtessa de Castelar, Beatriz Ramírez de Mendoza. Està ubicat a la plaça del Conde de la Miranda, 3, i constitueix un dels pocs exemples d'edificis conventuals de la vila del segle XVII. Va ser construït en estil barroc, tot i que el seu aspecte exterior és molt sobri, tret de la porta d'entrada. L'edifici va ser declarat Bé d'Interès Cultural el 1891. La comunitat és membre de la Federació Jerònima de Santa Paula.

## Denominació
El nom amb que és conegut el convent es deu a la imatge d'una immaculada que, segons la tradició, va ser trobada per uns nens a una carboneria, que sembla que era del seu pare. Primer va ser venuda al frare franciscà, José de Canalejas, que posteriorment la va donar al convent. Ben aviat, la devoció per la imatge va créixer entre el veïnat, que va acabar donant nom a l'edifici.

## Descripció
El convent segueix l'estil del primer barroc madrileny, i és un dels pocs exemples de convents del segle XVII que es conserven a la capital. A l'exterior, la façana és de factura senzilla, feta en maó, i només destaca el relleu de pedra sobre la porta d'entrada, que trenca la sobrietat de la resta del mur.
L'església és d'una sola nau, amb tres trams i fornícules sense creuer. Està coberta amb volta de canó amb llunetes. En el seu interior conserva diverses obres d'art. Destaca l'altar major, que combina elements pictòrics i escultòrics. És obra d'Antón Morales (1622), i en el retaule hi ha una pintura de la Santa Cena de Vicente Carducho, així com unes taules de Francisco de Herrera el Jove i unes talles de Juan Muñoz, deixeble de Gregorio Fernández. A banda i banda de l'altar hi ha representacions de Sant Jeroni i Santa Paula. Així mateix, al costat de l'entrada hi ha una pintura de la Immaculada Concepció, anomenada «de les carboneres».

## Història
Va ser fundat des del convent de Monges Vallecas el 1607 per Beatriz Ramírez de Mendoza, comtessa de Castelar i dama de la reina Anna d'Àustria, que al llarg de la seva vida va fer diferents fundacions monàstiques. El va adreçar a monges jerònimes del Corpus Christi, que va instal·lar en una casa noble, com s'havia fet amb altres convents de la cort. El Santíssim Sagrament es col·loca el 28 de setembre de 1607. Aquesta fundació li va costar diversos problemes legals i processos judicials, i tot i que finalment en va sortir airosa, però, finalment, va haver de fundar-lo oficialment la seva germana, professa del convent de la Concepció Francisca, a través d'un breu apostòlic.
El conjunt va ser dissenyat i construït pel mestre d'obres Miguel de Soria en el primer quart de segle xvii. El 1691 es va fer una solemne processó que s'interpreta com inaugural, per a la qual Juan de Lucas va construir una sumptuosa carrossa, que va desaparèixer durant l'ocupació francesa, durant la Guerra del Francès. Posteriorment es van fer afegits a l'edifici, especialment al segle xix.
El 5 de juny de 1981 va ser declarat Bé d'Interès Cultural. A partir d'aquest moment, va ser restaurat en diverses fases, entre 1981 i 1997, pels arquitectes Antonio González-Capitel i Consuelo Martorell, que van reparar les cobertes, les façanes i els patis. L'any 2008 també es van fer diverses obres d'emergència a causa de l'aparició d'esvorancs en els terrenys sobre el que se situa. La comunitat conventual pertany a la Federació Jerònima de Santa Paula, erigida el 1957, i que compta amb quinze monestirs femenins, en torn al de Santa Paula de Sevilla.